# Lakatámia
Lakatámia (grec moderne : Λακατάμεια) est une commune de Chypre, dans la banlieue de la capitale Nicosie.

## Géographie
Cette commune se divise en deux parties « Páno Lakatámia » et « Káto Lakatámia » (Πάνω & Κάτω Λακατάμεια), du grec « páno » « en haut » et « káto » « en bas ».
Cette commune se situe du côté Sud-ouest de Nicosie, dans la plaine de la Mésorée.

## Histoire
Jusqu'en 1954, Lakatámia était un village bicommunautaire peuplé à la fois de Grecs et de Turcs.

## Sport
La commune a une équipe de foot, l'équipe d'EN ThOI Lakatamia.